# Tháp Đôi
Tháp Đôi hay còn có tên là Tháp Hưng Thạnh còn trong tiếng J'rai gọi là SRI BANOI là khu tháp của Chăm Pa gồm có hai tháp là tháp phía bắc và tháp phía nam cạnh nhau hiện nằm ở phường Đống Đa, thành phố Quy Nhơn, tỉnh Bình Định

## Hiện trạng
Tháp được các chuyên gia trùng tu lại vào những năm 1990, đã trả lại cho ngôi tháp hình dáng gần như xưa. Cả hai ngôi tháp nằm trên khu đất bằng phẳng dưới chân một quả đồi và đều quay mặt về hướng nam, tuy có cùng hình dáng và cấu trúc là than hình khối vuông và mái hình tháp mặt cong nhưng ngôi tháp phía bắc cao hơn tháp phía nam
Theo truyền thống các cụm tháp Chăm Pa cổ thường có ba tháp, nhưng hiện tại chỉ có hai tháp, theo các nhà nghiên cứu, ngôi tháp thứ ba chuẩn bị xây dựng thì có nguyên nhân chưa biết được làm cho việc xây dựng tháp thứ ba bị gián đoạn
Trong hai ngôi tháp hiện còn của Tháp Đôi, ngôi tháp phía bắc không chỉ cao hơn, lớn hơn mà còn ít bị hư hại hơn, cửa ra vào phía đông tháp bị đổ nát từ lâu, chỉ còn cái khung cửa hình chữ nhật tạo bởi bốn thanh đá lớn là còn lại. Ngôi tháp phía nam có hình dáng, cấu trúc và trang trí giống như ngôi tháp phía bắc nhưng nhỏ hơn và thấp hơn một chút, toàn bộ phần chân tường của ngôi tháp đã bị đổ nát nặng nề, đến nỗi khó có thể nhận ra hình dáng lúc đầu của cấu trúc này như thế nào, hiện nay cả hai ngôi tháp đều đã mất chóp

## Kiến trúc

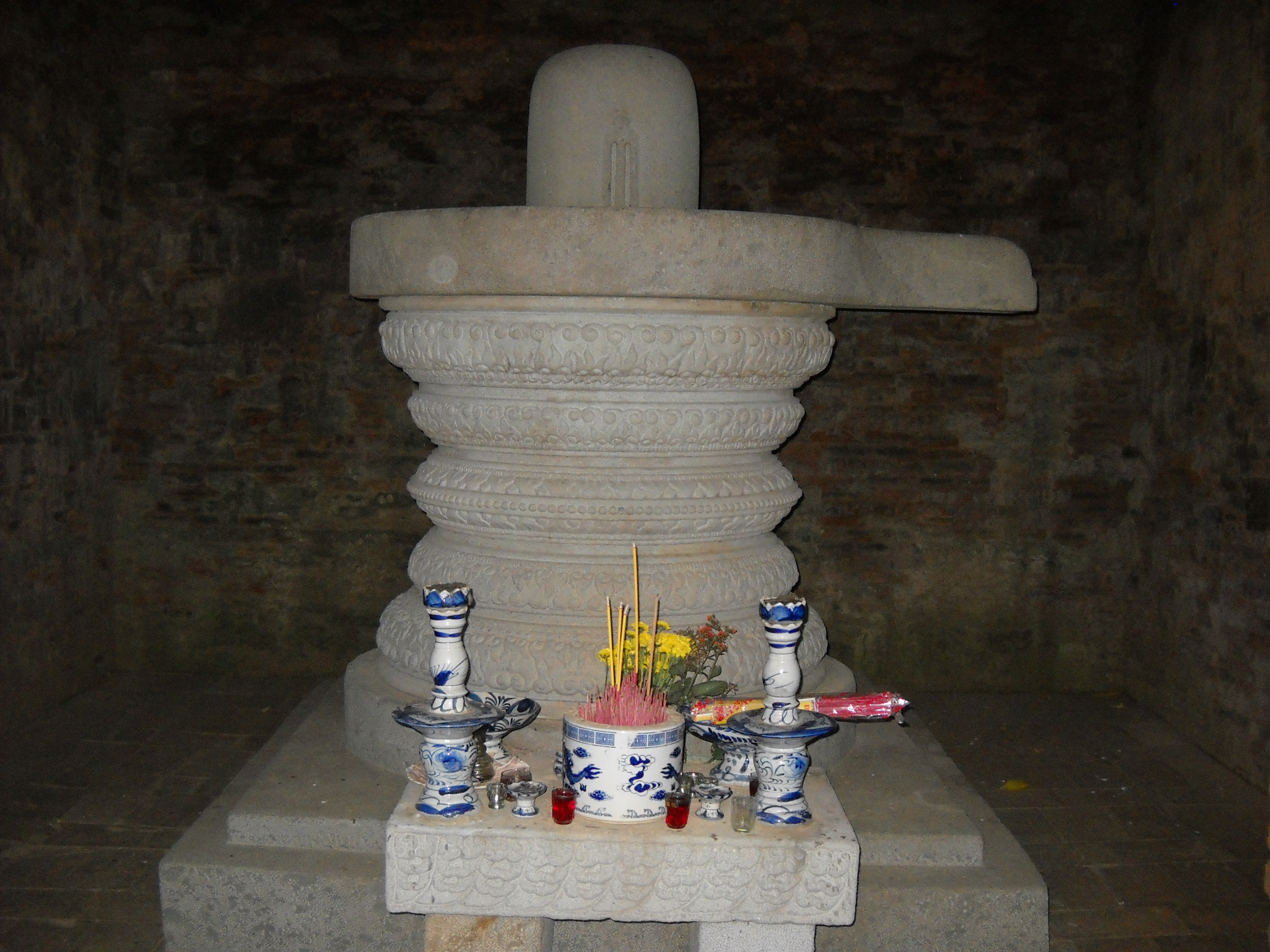
Linga-Yoni trong Tháp Đôi

Cả hai ngôi tháp ở Tháp Đôi đều không phải là tháp vuông nhiều tầng truyền thống của Chăm Pa, mà là một cấu trúc gồm hai phần chính: khối than vuông vức, và phần đỉnh hình tháp mặt cong, vì vậy nhìn qua các ngôi tháp Đôi có dáng vẻ của những đền thờ Khmer thời Angkor Vat, theo các nhà nghiên cứu những hình chim thần Garuda bằng đá với hai tay đưa cao, trang trí các góc tháp, là những sản phẩm chịu ảnh hưởng mạnh của nghệ thuật Khmer thế kỷ 12-13, thế nhưng toàn bộ phần dưới và phần thân của tháp Hưng Thạnh vẫn giữ nguyên hình dáng, cấu trúc và kiểu trang trí đặc trưng của những ngôi tháp Chăm truyền thống: khối thân hình vuông, mặt tường bên ngoài được trang trí bằng cửa giả, các cột ốp và các mặt nổi nằm ở giữa các cột ốp, ở các tháp Hưng Thạnh, vòm bên trên các cửa giả vút cao lên thành những mũi lao, các cột ốp trơn nhẵn
Ngôi tháp phía bắc, toàn bộ chân tường của tháp được bó bằng những tảng đá cát lớn thể hiện một đài sen khổng lồ đỡ toàn bộ tháp, giữa các cánh sen là những hình voi, sư tử và những hình người múa, như các tháp Chăm truyền thống khác, đầu tường phía trên tháp Bắc cũng nhô ra để tạo thành bộ diềm mái lớn, thế nhưng do ảnh hưởng của nghệ thuật Khmer, bộ diềm của tháp được làm bằng đá và được trang trí bằng hình các con khỉ đang múa, hình các con vật tạp chủng mình sư tử, đầu voi và những hình người ngồi có sáu và tám tay. Bốn góc của bộ diềm mái là bốn thần điểu Garuda bằng đá khổng lồ được tạc theo mô hình và phong cách nghệ thuật Khmer thời Angkor Vat
Ở ngôi tháp phía nam, mặc dù bị hư hại nhiều hơn so với tháp bắc, nhưng một vài tảng đá nằm tại chỗ đã chứng tỏ xưa kia ngôi tháp nam cũng có hệ thống chân tường bằng đá tương tự tháp bắc, dù bị hư hại nhiều hơn song các vòm cửa giả, các hình trang trí trên các tầng trên đỉnh hình tháp cũng tương tự như tháp bắc

## Lịch sử
Tháp Đôi được xây dựng từ thế kỉ XII đến thế kỉ XIII. Đây cũng là thời kỳ có sự giao lưu thường xuyên giữa Chăm Pa và vương quốc Khmer nên các nghệ thuật kiến trúc – điêu khắc Angkor có ảnh hưởng ít nhiều vào kiến trúc điêu khắc của tháp
Trong giai đoạn chiến tranh Việt Nam, Tháp Đôi đã bị tàn phá nặng nề, đến năm 1991 mới được trùng tu tôn tạo lại để có diện mạo như ngày nay.